# Morti nel 1994/Agosto
| Questa pagina contiene informazioni ricavate automaticamente dalle voci biografiche con l'ausilio del template Bio e di un bot. L'aggiornamento è periodico e automatico e ricostruisce completamente la pagina. Se manca una persona in questa lista, sei pregato di non aggiungerla, ma accertati piuttosto che la sua voce biografica contenga il template Bio e che i dati anagrafici siano correttamente compilati. Se il template Bio manca, inseriscilo tu stesso o, in alternativa, metti l'avviso {{tmp\|Bio}} che ne segnala la mancanza. Se i dati riportati sono sbagliati, correggi direttamente la voce biografica; le modifiche saranno visibili in questa lista entro pochi giorni. Per chiarimenti vedi il progetto biografie. La lista contiene solo le 107 persone che sono citate nell'enciclopedia e per le quali è stato implementato correttamente il template Bio. Pagina aggiornata al 18 lug 2025. |

- 1º agosto - Pierre Alleene, sollevatore francese (n. 1909)
- 1º agosto - Mario Baroni, ciclista su strada italiano (n. 1927)
- 1º agosto - Valerij Jardy, ciclista su strada e dirigente sportivo sovietico (n. 1948)
- 2 agosto - Eduardo Folle, cestista uruguaiano (n. 1922)
- 2 agosto - Bert Freed, attore statunitense (n. 1919)
- 2 agosto - Kelpo Gröndahl, lottatore finlandese (n. 1920)
- 2 agosto - Eigil Pedersen, scacchista e compositore di scacchi danese (n. 1917)
- 3 agosto - Gennaro Licciardi, mafioso italiano (n. 1956)
- 3 agosto - Innokentij Michajlovič Smoktunovskij, attore russo (n. 1925)
- 3 agosto - Carlo Tassi, politico italiano (n. 1938)
- 4 agosto - Arrigo Fibbi, calciatore italiano (n. 1913)
- 4 agosto - Giovanni Spadolini, politico, storico e giornalista italiano (n. 1925)
- 4 agosto - Rolf Greger Strøm, slittinista norvegese (n. 1940)
- 4 agosto - Amelio Tagliaferri, economista, storico e archeologo italiano (n. 1925)
- 5 agosto - Alain de Changy, pilota automobilistico belga (n. 1922)
- 5 agosto - Terry Hibbitt, calciatore inglese (n. 1947)
- 5 agosto - Paul Sæthrang, calciatore norvegese (n. 1918)
- 5 agosto - Manuel Francisco Serra, calciatore portoghese (n. 1935)
- 6 agosto - Ugo Calise, cantante, compositore e chitarrista italiano (n. 1921)
- 6 agosto - Domenico Modugno, cantautore, chitarrista e attore italiano (n. 1928)
- 7 agosto - Ignazio Balsamo, attore, doppiatore e produttore cinematografico italiano (n. 1912)
- 7 agosto - Rubi Dalma, attrice italiana (n. 1906)
- 7 agosto - Robert Hutton, attore statunitense (n. 1920)
- 8 agosto - Leonid Maksimovič Leonov, scrittore, drammaturgo e politico russo (n. 1899)
- 8 agosto - Cesare Nay, dirigente sportivo, allenatore di calcio e calciatore italiano (n. 1925)
- 8 agosto - Ada Smith, ginnasta britannica (n. 1903)
- 9 agosto - Aldo Donelli, allenatore di football americano e calciatore statunitense (n. 1907)
- 9 agosto - Olle Johansson, pallanuotista e nuotatore svedese (n. 1927)
- 9 agosto - Helena Rasiowa, matematica polacca (n. 1917)
- 10 agosto - Vladimir Melan'in, biatleta sovietico (n. 1933)
- 11 agosto - Gordon Cullen, urbanista britannico (n. 1914)
- 11 agosto - Peter Cushing, attore britannico (n. 1913)
- 11 agosto - Pedro Temudo, calciatore portoghese (n. 1907)
- 12 agosto - Jean Coste, presbitero e storico francese (n. 1926)
- 12 agosto - Barbara Grabowska, attrice polacca (n. 1954)
- 12 agosto - Dale Hamilton, cestista statunitense (n. 1919)
- 12 agosto - Anton Giulio Majano, regista e sceneggiatore italiano (n. 1912)
- 12 agosto - Steve Puidokas, cestista statunitense (n. 1955)
- 12 agosto - Heinz Schwarz, scultore e pittore svizzero (n. 1920)
- 13 agosto - Valentin Kuzin, hockeista su ghiaccio sovietico (n. 1926)
- 13 agosto - Pál Ruzicska, filologo, traduttore e storico della letteratura ungherese (n. 1910)
- 13 agosto - Manfred Wörner, politico e diplomatico tedesco (n. 1934)
- 14 agosto - Mildred Breedlove, poetessa statunitense (n. 1904)
- 14 agosto - Arrigo Bugiani, scrittore, poeta e editore italiano (n. 1897)
- 14 agosto - Elias Canetti, scrittore, saggista e aforista bulgaro (n. 1905)
- 14 agosto - Felice Di Stefano, compositore italiano (n. 1915)
- 14 agosto - Stanisław Gucwa, politico e economista polacco (n. 1919)
- 14 agosto - Joan Harrison, sceneggiatrice, produttrice cinematografica e produttrice televisiva britannica (n. 1907)
- 15 agosto - Paul Anderson, sollevatore, strongman e powerlifter statunitense (n. 1932)
- 15 agosto - John Bonica, medico e wrestler statunitense (n. 1917)
- 15 agosto - Kailash Sankhala, biologo e ambientalista indiano (n. 1925)
- 15 agosto - Wout Wagtmans, ciclista su strada e pistard olandese (n. 1929)
- 16 agosto - Wahbi Al-Hariri, artista, architetto e scrittore siriano (n. 1914)
- 16 agosto - Erik Anker, imprenditore e velista norvegese (n. 1903)
- 16 agosto - Francisco Antúnez, allenatore di calcio e calciatore spagnolo (n. 1922)
- 16 agosto - John Doucette, attore statunitense (n. 1921)
- 16 agosto - André Pailler, arcivescovo cattolico francese (n. 1912)
- 17 agosto - Luigi Chinetti, pilota automobilistico, imprenditore e dirigente sportivo italiano (n. 1901)
- 17 agosto - Jack Sharkey, pugile statunitense (n. 1902)
- 18 agosto - Gottlob Frick, basso tedesco (n. 1906)
- 18 agosto - Yeshayahu Leibowitz, filosofo e chimico israeliano (n. 1903)
- 18 agosto - Stefano Merli, storico e politologo italiano (n. 1925)
- 18 agosto - Richard Laurence Millington Synge, biochimico britannico (n. 1914)
- 18 agosto - Vazgen I, vescovo cristiano orientale armeno (n. 1908)
- 19 agosto - Ladislav Fuks, scrittore ceco (n. 1923)
- 19 agosto - Leon Battista Gaburri, inventore italiano (n. 1913)
- 19 agosto - Antoine Pierre Khoraiche, cardinale libanese (n. 1907)
- 19 agosto - Linus Pauling, chimico, cristallografo e attivista statunitense (n. 1901)
- 19 agosto - Robert Roždestvenskij, poeta russo (n. 1932)
- 19 agosto - Louis de Froment, direttore d'orchestra francese (n. 1921)
- 20 agosto - Aleksandar Petrović, regista serbo (n. 1929)
- 20 agosto - Nino Sella, ciclista su strada italiano (n. 1909)
- 21 agosto - Anita Lizana, tennista cilena (n. 1915)
- 22 agosto - Gary Jasgur, attore statunitense (n. 1935)
- 23 agosto - Maria Alfonsa Bruno, religiosa italiana (n. 1937)
- 23 agosto - Zoltán Fábri, regista ungherese (n. 1917)
- 23 agosto - Alfredo Pérez, calciatore argentino (n. 1924)
- 23 agosto - Gehendra Bahadur Rajbhandari, politico nepalese (n. 1923)
- 23 agosto - Arati Saha, nuotatrice indiana (n. 1940)
- 23 agosto - Fisher Tull, compositore, arrangiatore e trombettista statunitense (n. 1934)
- 23 agosto - Paolo Volponi, scrittore e poeta italiano (n. 1924)
- 24 agosto - Mario Bonazzi, pittore italiano (n. 1911)
- 24 agosto - Enrico Dalfino, politico italiano (n. 1935)
- 24 agosto - Donato Raguso, allenatore di calcio e calciatore italiano (n. 1923)
- 24 agosto - Rickie Sorensen, attore e doppiatore statunitense (n. 1946)
- 24 agosto - Patrizia Viotti, attrice e modella italiana (n. 1950)
- 25 agosto - Emanuele Gazzo, giornalista italiano (n. 1908)
- 26 agosto - Yehoshafat Harkabi, militare e scrittore israeliano (n. 1921)
- 26 agosto - Ljubomir Lovrić, calciatore, allenatore di calcio e giornalista jugoslavo (n. 1920)
- 26 agosto - Antonio Sciorilli, militare italiano (n. 1916)
- 27 agosto - Salvatore Barberi, politico italiano (n. 1899)
- 27 agosto - Roberto Goyeneche, cantante argentino (n. 1926)
- 27 agosto - Marcello Rodinò, dirigente d'azienda italiano (n. 1906)
- 28 agosto - Leonida Beltrame, pittore italiano (n. 1904)
- 28 agosto - Vladimir Isaakovič Del'man, direttore d'orchestra sovietico (n. 1923)
- 28 agosto - Edmond Delathouwer, ciclista su strada belga (n. 1916)
- 28 agosto - Aldis Intlers, bobbista lettone (n. 1965)
- 28 agosto - Vincent Martin Leonard, vescovo cattolico statunitense (n. 1908)
- 28 agosto - Neil Mochan, calciatore scozzese (n. 1927)
- 28 agosto - Michael Peters, coreografo e regista televisivo statunitense (n. 1948)
- 28 agosto - Rui Filipe, calciatore portoghese (n. 1968)
- 28 agosto - Franco Scataglini, poeta e pittore italiano (n. 1930)
- 29 agosto - Raffaele Giudice, generale italiano (n. 1915)
- 29 agosto - Bruno Habārovs, schermidore sovietico (n. 1939)
- 29 agosto - Annibale Pelaschiar, velista italiano (n. 1912)
- 30 agosto - Lindsay Anderson, regista britannico (n. 1923)
- 30 agosto - Filippo Zappata, ingegnere aeronautico italiano (n. 1894)